# Aimé Proot
Aimé Proot, (1890 - onbekend) was een Belgische atleet, die zich had toegelegd op de lange afstand en het veldlopen. Hij nam eenmaal deel aan de Olympische Spelen en behaalde één Belgische titel.

## Biografie
Proot nam in 1920 deel aan de Olympische Spelen in Antwerpen. Op de 10.000 m werd hij uitgeschakeld in de reeksen. In het veldlopen werd hij zesendertigste.
In 1921 werd Proot Belgisch kampioen op de 10.000 m. Tijdens een poging om het Belgisch uurrecord te verbeteren miste hij op 4 m na het uurrecord van Antoine Rivez. Tijdens deze wedstrijd verbeterde hij het Belgisch record op de 10.000 m van Julien Van Campenhout tot 33.19,0.

### Clubs
Proot was aangesloten bij AA Gent.

## Belgische kampioenschappen
| Onderdeel | Jaar |
| --------- | ---- |
| 10.000 m  | 1921 |

## Persoonlijk records
| Onderdeel | Prestatie   | Datum             | Plaats |
| --------- | ----------- | ----------------- | ------ |
| 10.000 m  | 33.19,0     | 11 september 1921 | Gent   |
| 15.000 m  | 50.47,0     | 11 september 1921 | Gent   |
| uur       | 17.643,25 m | 11 september 1921 | Gent   |

## Palmares

### 10.000 m
- 1920: 9e in reeks OS in Antwerpen
- 1921:  BK AC – 33.42,3

### wegwedstrijden
- 1921:  Marathon der Vlaanders (22 km) - 1:23.35,3[2]
- 1922:  Marathon der Vlaanders (22 km) - 1:25.06[3]
- 1923:  Marathon der Vlaanders (28 km) - 1:48.19,8[4]

### veldlopen
- 1920: 36e OS in Antwerpen
- 1920: 6e in landenklassement OS in Antwerpen
- 1921:  BK AC in Bosvoorde
- 1923: 21e Landenprijs in Maisons-Lafitte
- 1923:  landenklassement Landenprijs